# Convention baptiste du Sud
La Convention baptiste du Sud (anglais : Southern Baptist Convention, abrégé en SBC) est une association chrétienne évangélique d'églises baptistes aux États-Unis. Fondée en 1845, elle est basée à Nashville, États-Unis.
La convention a été confrontée à diverses controverses, notamment des départs de groupe d’églises et de personnalités ainsi que des enquêtes sur les abus sexuels dans la Convention baptiste du Sud.

## Histoire

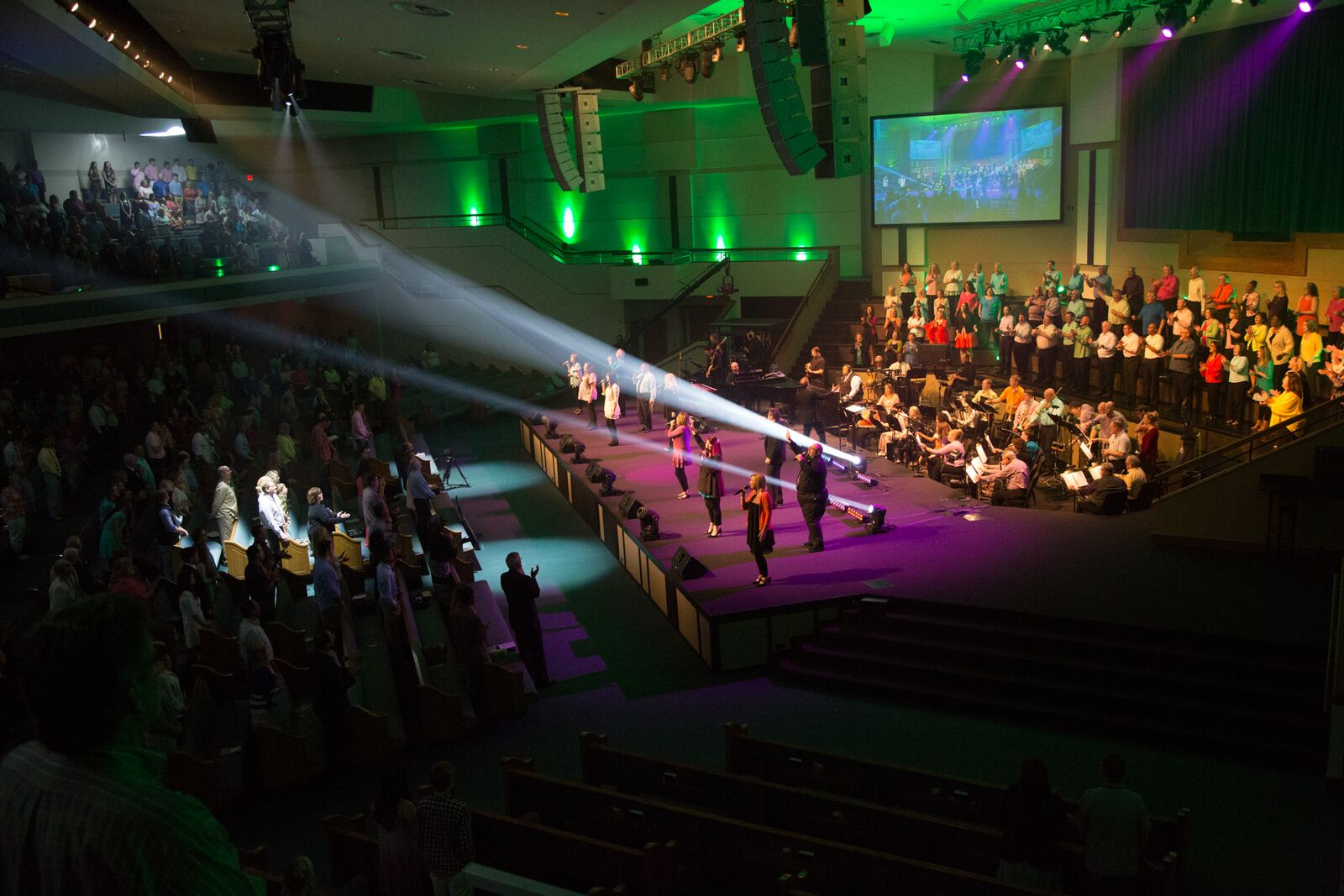
Service à la Grace Baptist Church de Knoxville (Tennessee), affiliée à la Convention, 2016.

La Convention a été fondée en 1845 à Augusta, en Géorgie, après la séparation d’avec la Triennial Convention (devenue American Baptist Churches USA) par des baptistes favorables à l'esclavage et en désaccord avec l’abolitionnisme des baptistes du Nord des États-Unis,. Après la guerre de Sécession, la plupart des églises baptistes afro-américaines du Sud se sont rassemblées dans la National Baptist Convention fondée en 1895.
La Convention baptiste du Sud perd de son caractère régional à partir des années 1940 et commence à intégrer des membres issus de diverses minorités dans les dernières années du XXe siècle. Bien qu'elle reste le plus densément implantée dans le Sud des États-Unis, elle s'implante également dans le reste du pays et passe des accords avec une quarantaine de conventions locales.
En 1964, Addie Davis est devenue la première femme ordonnée pasteur dans la Convention.
En 1995, elle a adopté une résolution qui reconnaissait l’échec de leurs ancêtres à protéger les droits civiques des Afro-Américains.
En 2004, la Southern Baptist Convention, comptant alors 16,3 millions de membres, décide de quitter l’Alliance baptiste mondiale contestant, selon elle, la théologie de l’Alliance qui serait "libérale" notamment en raison d'églises membres favorables au ministère pastoral des femmes ,,.
En 2012, le pasteur Fred Luter de l’Église baptiste de l'avenue Franklin devient le premier président afro-américain de la convention.
Selon un recensement de l’association, en 2024 elle aurait 46,876 églises et 12,722,266 de membres,.

## Croyances
La convention a une confession de foi baptiste appelée Baptist Faith & Message qui a été adoptée en 1925 et révisée pour la dernière fois en 2000,.
La convention rassemble des églises fondamentalistes et des églises modérées .

## Organisation missionnaire

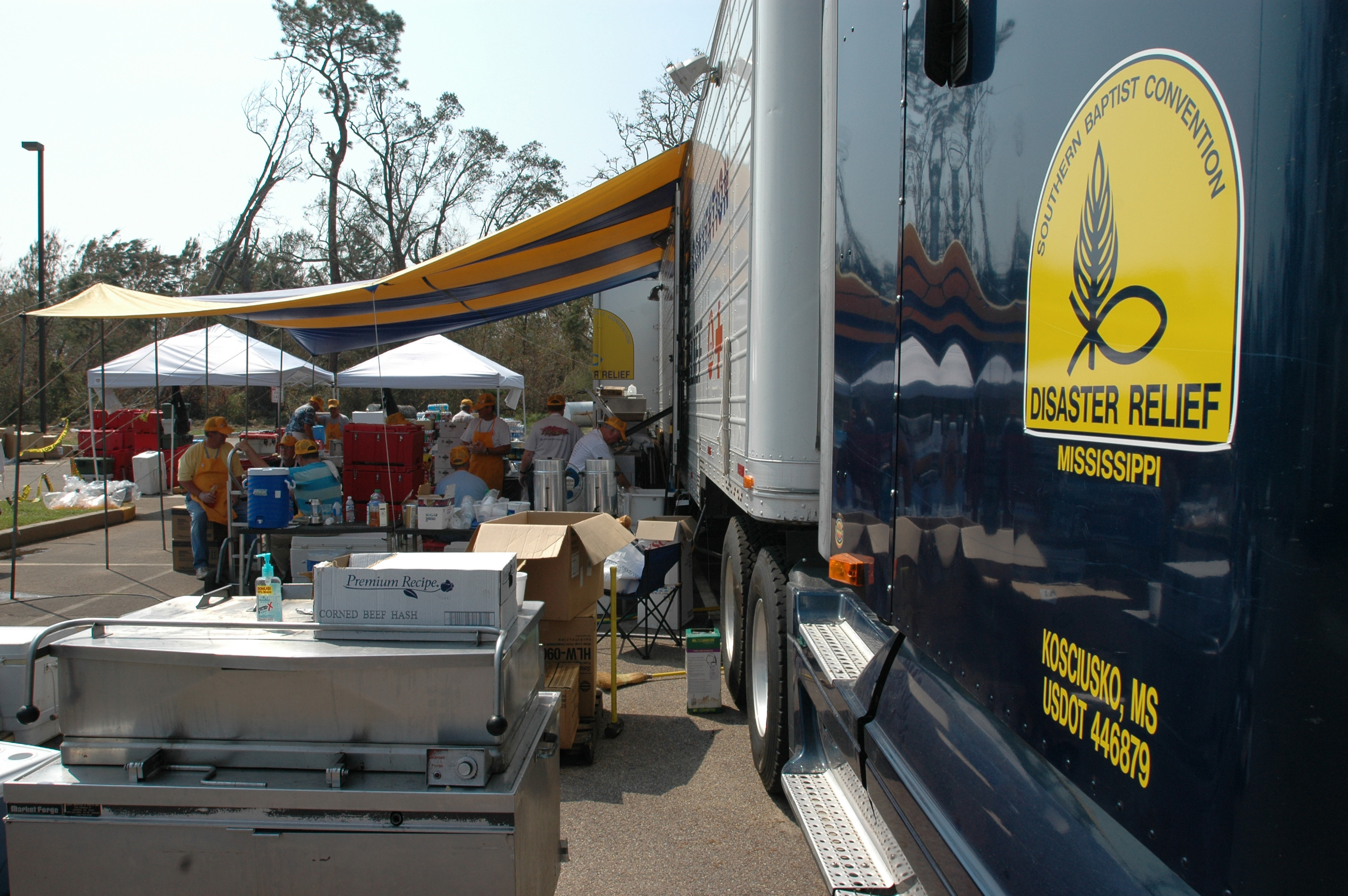
Des bénévoles de Southern Baptist Convention Disaster Relief préparent de la nourriture pour les victimes d'un ouragan à D'Iberville (Mississippi), 12 septembre 2005.

La convention a fondé une organisation missionnaire, le Conseil de mission internationale en 1845.

## Programmes sociaux
En 1967, elle a fondé l’organisation humanitaire Southern Baptist Disaster Relief.

## Maison d'édition

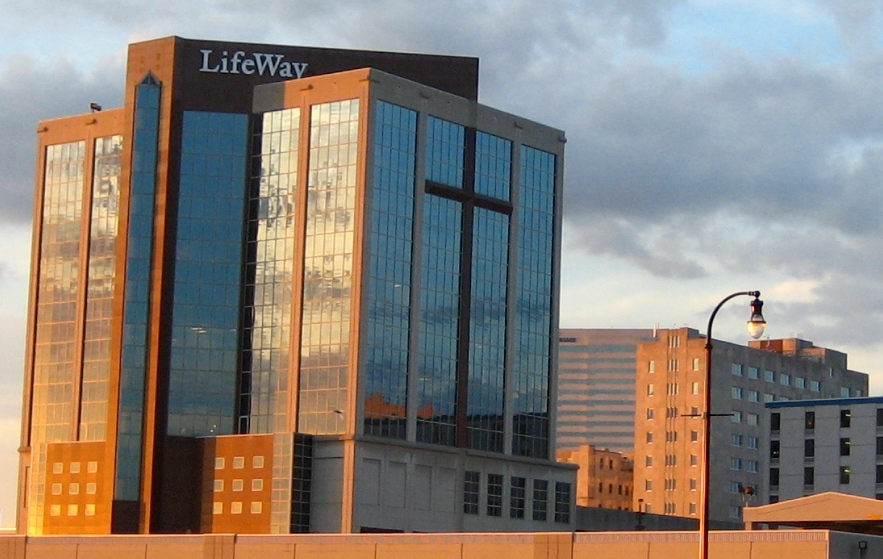
Ancien siège de Lifeway Christian Resources à Nashville, Tennessee.

En 1891, elle a fondée la maison d’édition LifeWay Christian Resources afin d’offrir des ressources aux églises pour l’école du dimanche.

## Écoles

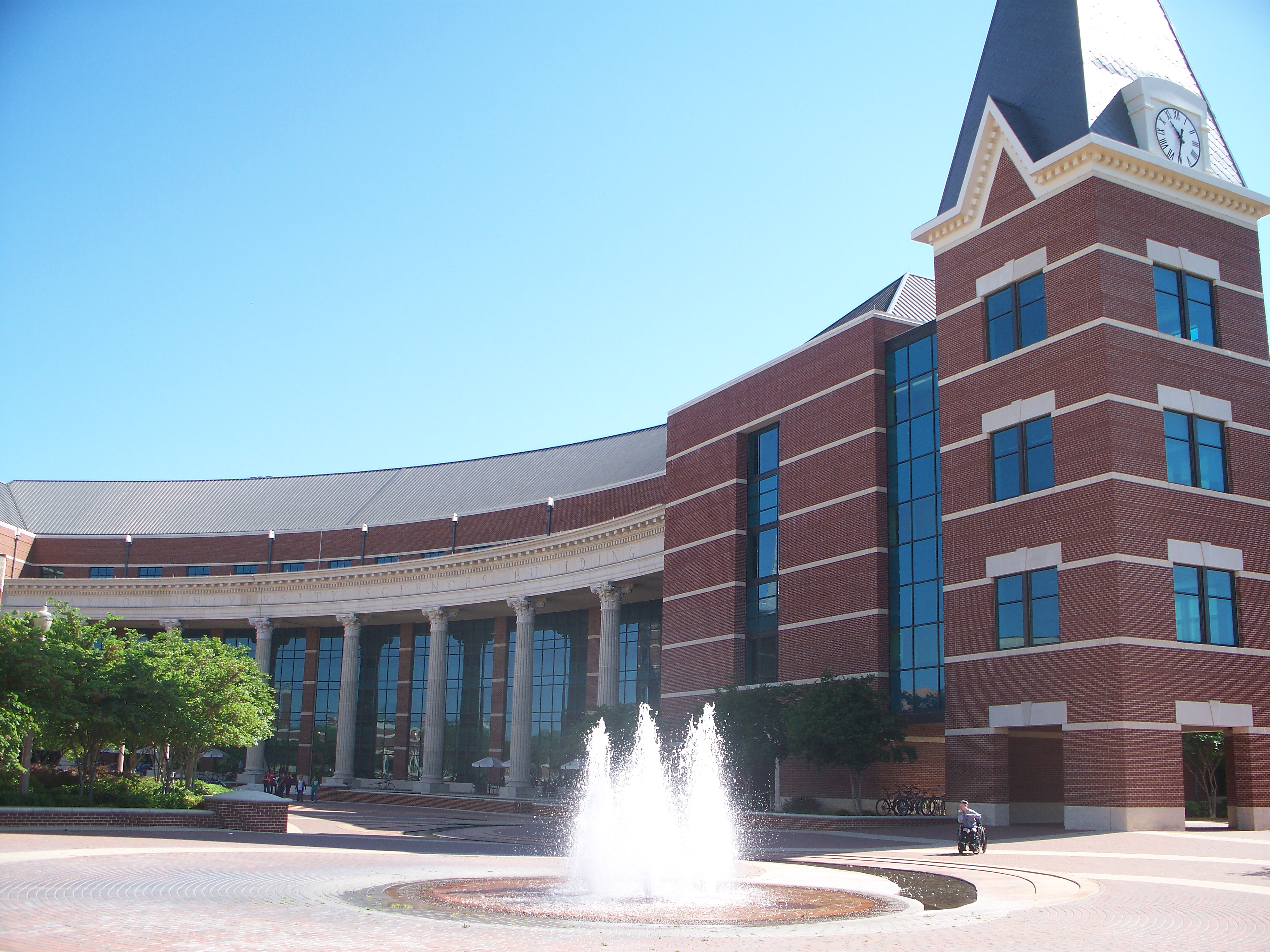
Faculté des sciences de l’Université Baylor à Waco (Texas), affiliée à la Convention.

La convention compte diverses écoles primaires et secondaires affiliées, rassemblées dans la Southern Baptist Association of Christian Schools.
Elle compte également plusieurs universités affiliées,.
Elle compte 6 instituts de théologie.

## Prises de position

### Critical race theory
En 2020, la Convention baptiste du Sud décide  d'interdire l'étude, dans ses séminaires, de la critical race theory, considérant que cette théorie était séculière et que le seul guide pour faire face au péché du racisme est la Parole de Dieu dans l’amour du Christ,.

### Pastorat féminin
En 1984, alors qu’elle comptait environ 250 femmes pasteurs, la Convention a adopté une résolution affirmant l’exclusion des femmes du leadership pastoral.
Depuis 1987, diverses associations locales et conventions régionales ont excommunié des églises qui ont autorisé le ministère pastoral des femmes, sans l’intervention de la Convention sur le sujet.
En 2000, la révision de la confession de foi de la Convention a affirmé que seuls les hommes pouvaient être pasteurs.
En octobre 2022, le séminaire théologique baptiste du Sud, dirigé par Albert Mohler  adopte une résolution indiquant que seuls les hommes peuvent être pasteurs.
En février 2023, la Convention a excommunié pour la première fois 5 églises qui ont nommé des femmes pasteures,. En juin 2023, alors que deux églises ont demandé une révision de la décision sur ce sujet, les représentants des églises présents lors de la convention annuelle ont voté à 88% pour le maintien de cette décision.
Le magazine American Reformer a estimé que la convention compterait 1,844 femmes pasteures en juin 2023.

### Abus sexuels
En février 2019, la Convention est touchée par un scandale sexuel important : depuis 1998, 400 pasteurs, bénévoles et éducateurs auraient commis des abus sexuels sur plus de 700 victimes. En juin 2019, la Convention a adopté un amendement constitutionnel afin d’excommunier les églises qui ne sévissent pas contre les agresseurs et a autorisé la création d'un comité chargé de traiter les plaintes pour abus sexuels. En octobre 2021, la Convention baptiste du Sud décide de confier une enquête à une entreprise indépendante sur la gestion des abus sexuels par la Convention. Le rapport d’enquête publie une liste de plusieurs centaines de pasteurs, bénévoles et éducateurs d’églises baptistes américaines « accusés de manière crédible » d'agressions sexuelles,,,. À la suite de ce rapport, elle adopte, en juin 2022, l’instauration d’une base de données publique recensant les agresseurs afin de lutter contre les abus.
En août 2022, la Convention a annoncé qu'elle faisait l'objet d'une enquête du ministère américain de la Justice pour sa gestion des abus sexuels. En mars 2024, le ministère américain de la Justice a terminé son enquête et a annoncé ne pas inculper la Convention. Toutefois, en mai 2024, le ministère américain de la Justice a inculpé l’ancien doyen du Séminaire théologique baptiste du Sud-Ouest pour falsification de documents en 2022, lors d’une enquête sur des allégations selon lesquelles des dirigeants de la Convention auraient intimidé des lanceurs d’alerte
.

### LGBTQ
Depuis 1992, la Convention a procédé à des excommunications de diverses églises favorables à l’inclusion des personnes LGBTQ, une croyance en contradiction avec la confession de foi. En 2018, la District of Columbia Baptist Convention a également été excommuniée pour cette raison.
En juin 2025, les délégations des églises rassemblées lors de la réunion annuelle publient une résolution appelant à annuler la décision Obergefell v. Hodges légalisant le Mariage homosexuel aux États-Unis, ainsi qu'à s'opposer aux transitions de genre.

### Avortement
À la suite de la décision en juin 2022 de la Cour suprême d'abroger l'arrêt Roe v. Wade et de supprimer le droit fédéral à l'avortement, permettant aux États de faire évoluer individuellement leur droit sur le sujet, Bart Barber président de la SBC déclare que « les baptistes du Sud se réjouissent de la décision ».

### Théologie de la prospérité
En 2022, la Convention a adopté une résolution contre la théologie de la prospérité qui est, selon elle, une déformation du message de la Bible qui exploite les personnes malades et pauvres.

## Controverse modérés-conservateurs/fondamentalistes
En juillet 1961, le professeur Ralph Elliott du Midwestern Baptist Theological Seminary à Kansas City, a publié un livre intitulé « Le message de la Genèse » rejetant la notion d'inerrance biblique . Dans les années 1970, d’autres professeurs de séminaire de la Convention ont été soupçonnés de libéralisme.
En réaction à ces évènements, un groupe de pasteurs dirigé par l'ancien juge Paul Pressler et le pasteur Paige Patterson a milité lors de conférences dans les églises, pour une orientation plus conservatrice des politiques de la Convention. Ce groupe a réussi à faire élire leur candidat, Adrian Rogers, comme président de la Convention, lors de la réunion annuelle de 1979. Après cette élection, les nouveaux dirigeants de l'organisation ont remplacé tous les dirigeants des agences baptistes du Sud par des personnes dites plus conservatrices. Ses initiateurs l'ont qualifié de « résurgence conservatrice », tandis que ses opposants modérés l'ont qualifié de « prise de pouvoir fondamentaliste » . En 1984, ce groupe s’est fortement impliqué dans l’adoption d’une résolution excluant les femmes du leadership pastoral .
En 2019, après les scandales d’accusations d'abus sexuels impliquant le diacre Paul Pressler et de dissimulations d’abus sexuels impliquant l'ancien président du Séminaire théologique baptiste du Sud-Ouest Paige Patterson, l'école a retiré les vitraux de la chapelle MacGorman installés en 2011, représentant ces derniers comme acteurs d'une "résurgence conservatrice".

## Départs de la Convention

### Groupes d'églises
En 1987, un groupe d’églises a déploré le contrôle de la direction de la convention par des fondamentalistes et a fondé l’Alliance of Baptists. En 1990, un groupe d’églises modérées a critiqué la Convention pour les mêmes raisons, ainsi que pour l’opposition au  ministère pastoral des femmes et a fondé la Cooperative Baptist Fellowship en 1991,.
En 2020, de nombreuses églises afro-américaines ont reproché à la direction de la convention son refus de reconnaître la critical race theory et ont quitté la Convention .

### Personnalités
En 2000, l'ancien président des États-Unis, Jimmy Carter décide de quitter la Convention baptiste du Sud lui reprochant sa « rigidité théologique croissante », tout en restant membre de la Cooperative Baptist Fellowship.

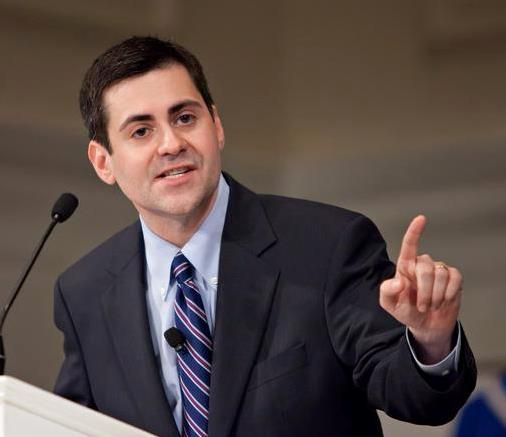
Russell D. Moore

En 2018, le théologien baptiste Russell D. Moore, président de la Commission d’éthique et de liberté religieuse de la SBC, critique certaines églises baptistes de la convention pour leur moralisme insistant fortement sur la condamnation de certains péchés personnels, mais silencieux sur les injustices sociales qui font souffrir des populations entières, comme le racisme. En 2021, Russell D. Moore décide de quitter 
la Convention baptiste du Sud pour rejoindre Christianity Today, magazine évangélique opposé comme lui au durcissement des politiques migratoires et aux expulsions des sans-papiers de Donald Trump. Ses prises de position sur la mauvaise gestion des abus sexuels au sein de la SBC et sur la réconciliation raciale l'opposaient au comité exécutif de  la Convention baptiste du Sud,.
En 2021, l'évangélique Beth Moore annonce avoir quitté l’éditeur LifeWay et la Convention baptiste du Sud parce qu’elle ne s’identifiait plus avec son héritage, tout en conservant sa foi baptiste. Elle met en cause l’aveuglement des responsables de la Convention qui ont soutenu Donald Trump, ainsi que leur racisme et leur misogynie.